# Igreja de Santa Inês em Agonia
Sant'Agnese in Agone é uma igreja barroca do século XVII localizada em Roma, na Itália. Ela está de frente para a Piazza Navona, um dos principais espaços urbanos do centro histórico da cidade e é o local onde Santa Inês, a quem  dedicada, foi martirizada, o antigo Estádio de Domiciano, cujo traçado ainda se percebe no formato da Piazza.
A reconstrução da igreja iniciou-se em 1652 sob ordens do papa Inocêncio X, cujo palácio, o Palazzo Pamphili, também dava de frente para a piazza e era vizinho ao local da nova igreja, que se tornaria para todos os efeitos uma capela da família anexa à residência). Para isso, uma abertura se abriu no domo para que eles pudessem participar dos serviços religiosos sem sair do palácio.
Diversos arquitetos se envolveram na construção da igreja, incluindo Girolamo Rainaldi e seu filho Carlo Rainaldi, e dois dos mais importantes arquitetos barrocos da época: Francesco Borromini e o escultor Gian Lorenzo Bernini.
O nome desta igreja não tem relação com a "agonia" da mártir: in agone era o antigo nome da Piazza Navona (piazza in agone) e significa, ao invés disso, "no local das competições" (do grego), pois a Piazza Navona foi construída no local de um antigo estádio romano de modelo grego utilizado para corridas a pé. De in agone, o uso popular e a pronúncia mudou o nome para "Navona", mas outras ruas da região mantiveram o nome original.
O cardeal-presbítero pro hac vice de Santa Inês em Agonia é Gerhard Ludwig Müller.

## História

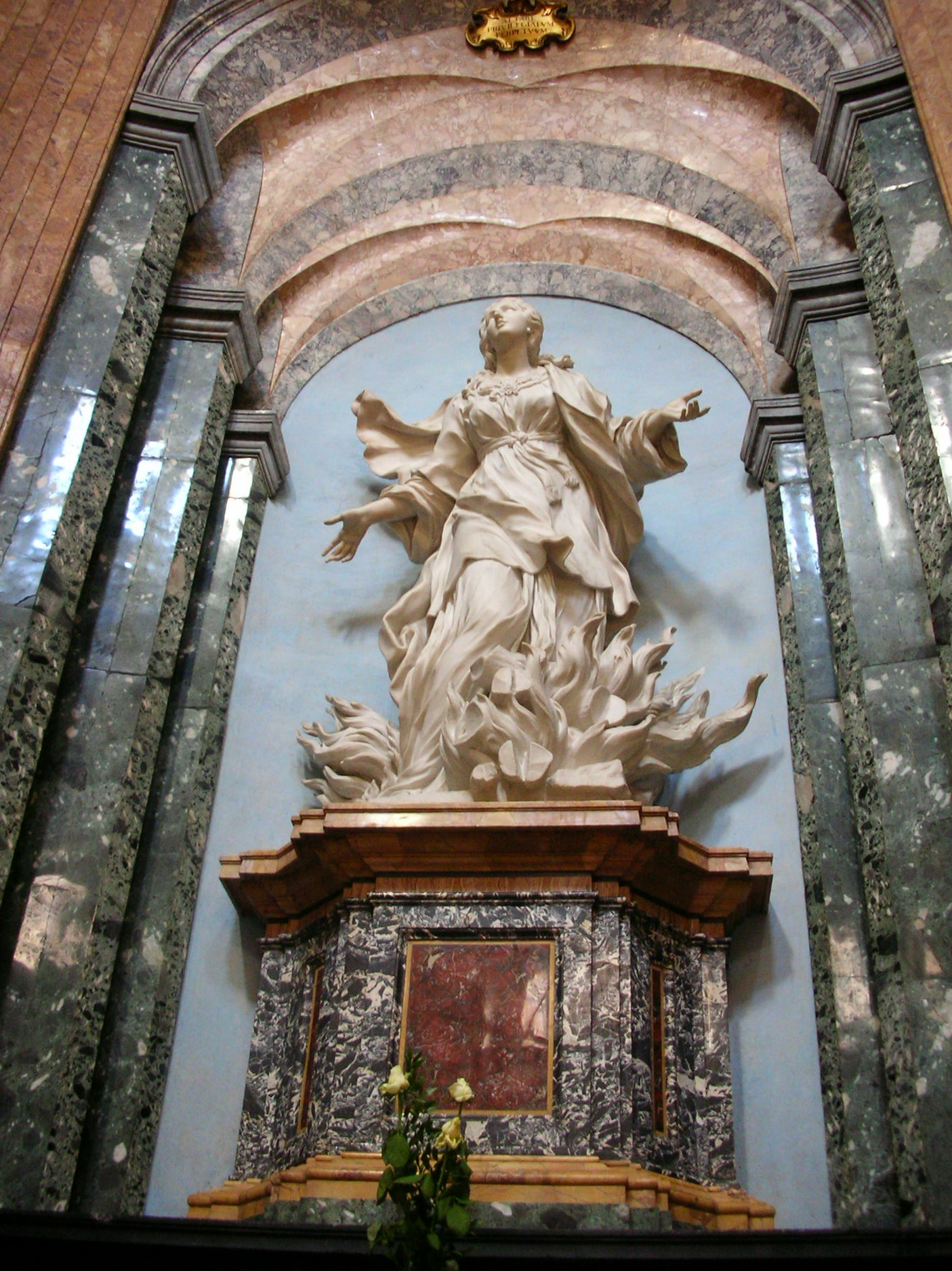
"Santa Inês em chamas".
Por Ercole Ferrata.

Os primeiros esboços para uma igreja em formato de cruz grega foram preparados para os Pamphili pelo arquiteto da família, Girolamo Rainaldi e pelo seu filho Carlo em 1652. Eles foram contratados pelo papa Inocêncio X, cujo monumento funerário seria futuramente colocado na igreja. Eles reorientaram a fachada principal da igreja a partir da via Santa Maria dell’Anima, uma rua a um quarteirão de distância, para a própria Piazza Navona, um grande espaço urbano cuja renovação artística estava a ser financiada e promovida por Inocêncio, que a pretendia transformar num símbolo de poder da sua família. O plano original pretendia edificar a nova igreja sobre a antiga, que se tornaria a cripta, e que implicaria que a nova igreja estivesse num nível acima do da praça; ideia que, no entanto, foi abandonada logo que a construção começou. Os desenhos originais estão perdidos, mas é provável que a fachada na Piazza Navona incluísse um nártex entre as duas torres e uma escadaria de grandes dimensões descendo até a praça.
O projeto foi alvo de críticas severas, sobretudo a proeminência excessiva da escadaria em relação à praça, tendo levado a que Carlo eliminasse o nártex e projetasse uma fachada côncava para que os degraus não invadissem tanto o espaço público. O desenho das torres gêmeas enquadrando a cúpula central parece ter sido inspirado nas torres de Bernini da fachada da Basílica de São Pedro. No entanto, o desenho de Rainaldi de fachada côncava e cúpula central emoldurado por duas torres viria a influenciar diversos projetos de igrejas na Europa Setentrional.
Em 1653, os Rainaldis foram substituídos por Borromini, que tinha agora o desafio de trabalhar com o plano inicial dos Rainaldi, tendo sido no entanto autor de várias alterações. No interior, por exemplo, encostou as colunas às arestas dos pilares da cúpula, aumentando significativamente a largura da base dos pendículos, o que contrasta com a pequena dimensão das bases Romanas.. Os seus desenhos revelam que havia projetado para a fachada da Piazza Navona uma escadaria até a piazza de degraus convexos, cuja relação com a fachada côncava definia um patamar oval na entrada principal. Sua fachada teria oito colunas e um frontão interrompido sobre a entrada. As torres laterais foram projetadas para ter apenas um patamar, sobre o qual assentaria um jogo complexo de colunatas e balaustradas.
Quando Inocêncio morreu, em 1655, a construção da fachada já havia alcançado o topo da ordem inferior. O sobrinho do papa, Camillo Pamphili, não se interessou pela construção, o que levaria à demissão de Borromini em 1657. Foi novamente contratado Carlo Rainaldi, o qual fez outras modificações no projeto de Borromini, incluindo um patamar adicional nas torres laterais e uma simplificação da parte superior de cada uma delas. Com a morte de Camillo, sua esposa Olímpia (Aldobrandini), contratou novamente Bernini para assumir a obra. Ele foi o responsável pelo frontão contínuo sobre o portal principal e pelo entablamento proeminente no interior.
Em 1668, o filho de Olímpia, também chamado Camillo, assumiu a responsabilidade pela obra. Contratou novamente Carlo Rainaldi como arquiteto e Ciro Ferri para pintar os afrescos da cúpula (sobre a Assunção de Maria). Ciro morreu em 1689 sem completar a obra , sendo a continuidade assegurada por Sebastiano Corbellini. Para a pintura dos pendículos, foi escolhido o tema das virtudes cardinais pelo protégée de Bernini, Giovanni Battista Gaulli entre 1662 e 1672.

## Interior

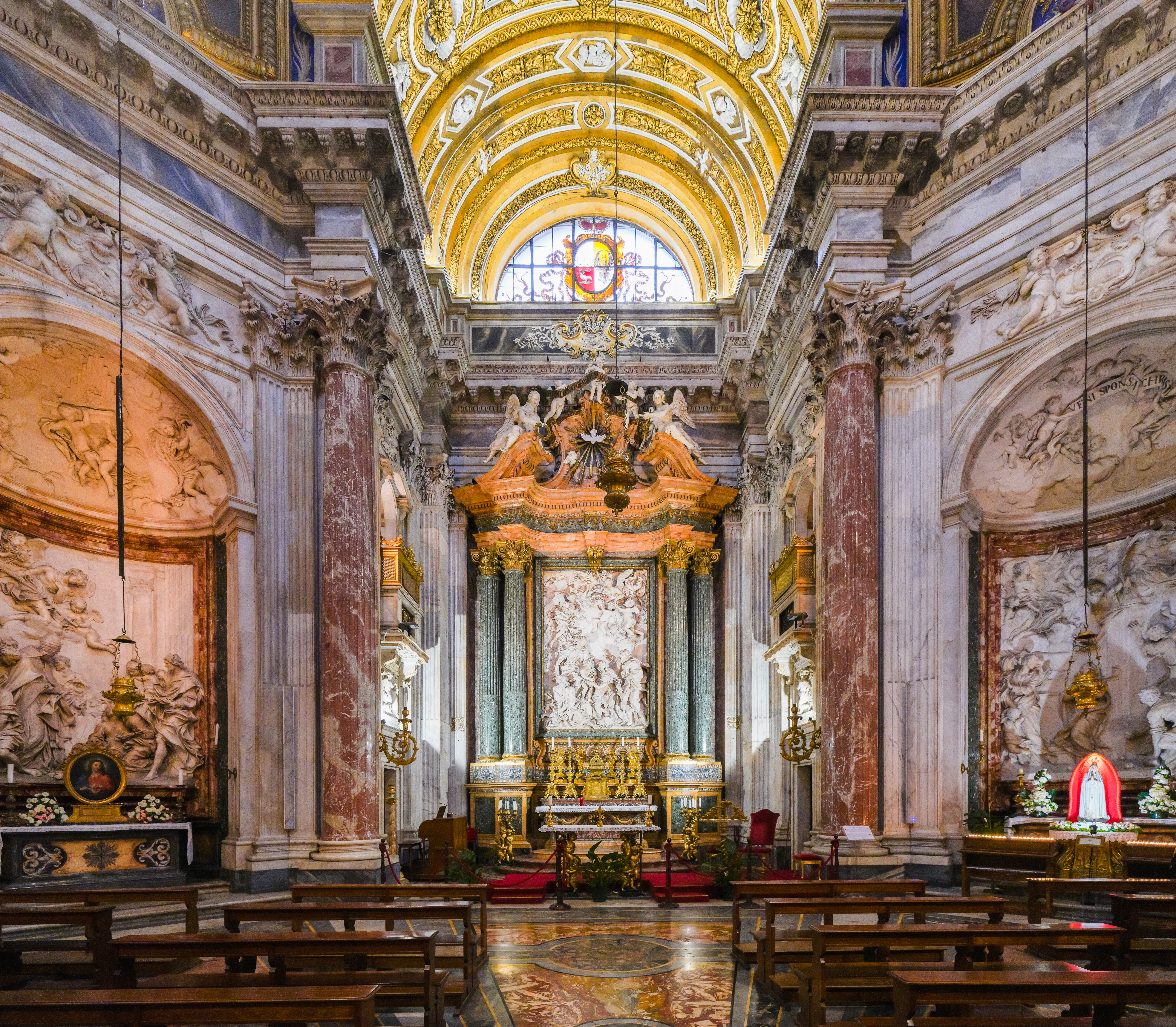
Vista do altar principal.

Há diversas esculturas de grande porte nesta igreja, incluindo o relevo em mármore no altar principal, instalado por Carlo Rainaldi e Ciro Ferri, que mostra o Milagre de Santa Inês, inicialmente encomendado para Alessandro Algardi e completado por Ercole Ferrata e Domenico Guidi em 1688, com restrições para que o produto final estivesse conforme o design original de Algardi. A peça-de-altar da Sagrada Família (terceiro à direita) é também de Domenico Guidi.
O altar dedicado à Santo Aleixo, e que mostra a sua morte, foi completado por Giovanni Francesco Rossi. O altar que mostra o "Martírio de Santa Emerenciana" é de Ercole Ferrata. Ele também completou a "Santa Inês em Chamas", com Leonardo Retti terminando a parte superior. O altar com a "Morte de Santa Cecília" é obra de Antonio Raggi. A peça-de-altar do "Martírio de Santo Eustáquio" foi encomendado a Melchiorre Caffà, mas foi completado após a sua morte por Ferrata e Giovanni Francesco Rossi. A estátua de São Sebastião é de Pietro Paolo Campi.
Na igreja também há um santuário dedicado a Santa Inês e que preserva como relíquia o crânio da santa.